# Dungeon synth
Il Dungeon Synth è un genere musicale che si rifà a un immaginario fantasy/medievale spesso associabile anche al Black metal nonostante musicalmente si discosti parecchio da quest'ultimo.
Il Dungeon Synth si comincia a diffondere all'inizio degli anni 90 con la sperimentazione di artisti Black Metal in ambito Ambient (nello specifico Dark ambient) avendo tra i suoi precursori Burzum e Mortiis. Ma non saranno soltanto artisti di derivazione Black a contribuire alla nascita del genere ma anche ad esempio dalla Berlin School come nel caso di Jim Kirkwood che è stato tra i primi artisti a proporne le sonorità.
Le registrazioni Dungeon Synth sono spesso caratterizzate da produzioni molto grezze e Lo-fi dove, come suggerisce il nome, si fa un forte uso di sintetizzatori e tastiere ma non mancano anche campionamenti di archi e fiati, con melodie di ispirazione medievale.
Un ruolo di grande importanza è stato ricoperto anche da B.S.o.D, pseudonimo di Andreas Bettinger, artista di Saarbrucken in Germania: egli infatti grazie ai suoi numerosi progetti (più di 40) è diventato negli anni '90/2000 una figura di spicco per il genere Raw Black Metal e quindi anche del Dungeon Synth/Dark ambient. Insieme ad altri artisti, come Grollfried e Leichnam, B.S.o.D ha portato la contaminazione tra questi due generi alle sue estreme conseguenze, finendo, di fatto, col creare un genere musicale del tutto autonomo e riconoscibile, con stilemi propri ed una estetica propria: il Keller Synth. 
Bettinger infatti, oltre ad usare melodie medievali e atmosfere oscure, era un abile pianista e sperimentatore che spaziava dal Black Metal alla pura musica ambientale (come i progetti Trollheim o Grausamkeit, quest'ultimo forse il più conosciuto).
La popolarità del genere è così bassa a causa delle pochissime copie fisiche originali degli album, tanto che i primi lavori di B.S.o.D avevano poco più di 9 o 10 copie; in sostanza negli anni '90 la dungeon synth era considerabile come musica per pochi "eletti". Nonostante ciò, con l'avvento del digitale, i brani sono stati caricati su varie piattaforme come Youtube e Soundcloud. 